# Henri Étienne Sainte-Claire Deville
Henri Étienne Sainte-Claire Deville (Saint Thomas, Dán Nyugat-India, ma Amerikai Virgin-szigetek, 1818. március 11. – Párizs, 1881. július 1.) francia kémikus. Charles Sainte-Claire Deville testvére.

## Életpályája
Apja, aki megtartotta francia állampolgárságát, hajótulajdonos és a Kis-Antillák területén lévő, akkor Dániához tartozó Saint Thomason francia konzul volt. Testvérével, a négy évvel idősebb Charles Sainte-Claire Deville-el együtt itt születtek. 1824-ben a család visszatért Franciaországba. Középiskolai tanulmányaikat mindketten Párizsban végezték. Orvosi tanulmányokat folytatott, de a kémia iránt is érdeklődött, Louis Jacques Thénard vegyésznél tanult a párizsi természettudományi karon. Végül 1844-ben két doktori címet szerzett, egyet orvosi, egyet pedig természettudományi területen. Első laboratóriumát egy padláson alakította ki, és különösen a terpentin – amely a szakdolgozatának témája volt –, valamint a tolubalzsam érdekelte. 1841-ben felfedezte a toluolt.
Rövid ideig a Collège de France-on tanár volt, de csakhamar visszavonult és kizárólag tudományos búvárlatokkal foglalkozott. Különösen a fizikai kémiát fejlesztette. A magas hőmérsékleten végbemenő disszociáció felismerője és tanulmányozója volt. Az alumíniumot, szilíciumot és bórt egészen tiszta állapotban előállította. A platina és vegyületei sajátságait vizsgálta. Louis Joseph Troost-szal számos testnek gőzsűrűségét határozta meg magasabb hőmérsékleten. Érdekes, hogy hazai tudósunkkal, Than Károllyal tudományos polémiát folytatott az ammónium-klorid disszociációja felett, amely polémiában a tudományos világ Thannak adott igazat. E kísérletek annyiból nagy fontosságúak, mivel a kémiai mechanika kiindulási pontjául szolgáltak. Mint a Magyar Tudományos Akadémia 1881-ben megválasztott kültagjáról, elhunyta alkalmával Than Károly tartalmas beszédben emlékezett meg az akadémia 1884. december 22-i ülésén.

## Fordítás
- Ez a szócikk részben vagy egészben  a   Henri Sainte-Claire Deville című francia Wikipédia-szócikk ezen változatának fordításán alapul.  Az eredeti cikk szerkesztőit annak laptörténete sorolja fel. Ez a jelzés csupán a megfogalmazás eredetét és a szerzői jogokat jelzi, nem szolgál a cikkben szereplő információk forrásmegjelöléseként.